# Kaori Činen
Kaori Činen (japonsky: 知念 かおり, Činen Kaori, narozena 28. července 1974, Okinawa) je profesionální hráčka go.

## Biografie
Kaori Činen se stala profesionální hráčkou v roce 1993. O čtyři roky později dosáhla 4. danu. V roce 1997 se provdala za profesionálního hráče Jó Kagena (楊 嘉源). Na svém kontě má ženský rekord v nejdelším držení titulu Kisei, který držela šest let.

## Tituly
- Ženský Honinbo - 1997 - 1999, 2004
- Ženský Kisei - 2000 - 2005